# 25815 Scottskirlo
25815 Scottskirlo (tên chỉ định: 2000 DM26) là một tiểu hành tinh vành đai chính. Nó được phát hiện bởi dự án Nghiên cứu tiểu hành tinh gần Trái Đất Lincoln ở Socorro, New Mexico, ngày 29 tháng 2 năm 2000. Nó được đặt theo tên Scott Alexander Skirlo, an American high school student whose materials và bioengineering project won first place ở the 2009 Giải thưởng Khoa học và Kỹ thuật Intel.